# Аросагунтакук
Аросагунтакук или Андроскогин (енгл. Arosaguntacook, Androscoggin) племе је индијанског народа Абенаки (или Абнаки) из скупине Приатлантских Алгонкина, били су настањени на тлу названом Нова Енглеска, у данашњој држави Мејн (САД). Били су у савезу (конфедерацији) са осталим племенима Абнакија.
Говорили су источним абеначким језиком, који припада источној грани алгонквинске породице језика. Вера им је хришћанство.

## Име
Аросагунтакук је ендоним племена, који је коришћен и као назив реке на чијим обалама је племе живело. Постојао је бар још један назив племена и реке који су сами Аросагунтакуци користили, а то је Амоскогин. Ова имена су коришћена за део реке између два водопада, а неколико тумачења значења ова два имена указују на присуство рибе у равној каменитој реци. У 17. веку након што су Енглези променили име реке у Андроскогин и само племе Аросагунтакук је названо Андроскогин. Према једној од теорија име реке Андроскогин потиче од имена гувернера енглеске колоније Масачусетс Едмунда Андроса. Према овој теорији први део имена реке Амоскогин је промењен из Амос у Андрос док је други део имена остао когин.

## Историја
Аросагунтакуци су учествовали у Рату краља Филипа 1675-1676. Из своје домовине протерани су у Канаду током Рата Греј Лока 1723-1727, где данас живе њихови потомци.